# Universal Flash Storage
Universal Flash Storage (UFS) és una especificació d'emmagatzematge flash per a càmeres digitals, telèfons mòbils i dispositius electrònics de consum. Va ser dissenyat per oferir una velocitat de transferència de dades més alta i una major fiabilitat a l'emmagatzematge de la memòria flaix, alhora que redueix la confusió del mercat i elimina la necessitat de diferents adaptadors per a diferents tipus de targetes. L'estàndard inclou tant paquets connectats de manera permanent (incrustats) dins d'un dispositiu (eUFS) com targetes de memòria UFS extraïbles.

USB flash

## Visió general
UFS utilitza flash NAND. Pot utilitzar múltiples matrius de flaix TLC NAND 3D apilades (circuits integrats) amb un controlador integrat.
L'especificació de memòria flash proposada és compatible amb empreses d'electrònica de consum com Nokia, Sony Ericsson, Texas Instruments, STMicroelectronics, Samsung, Micron i SK Hynix. UFS es posiciona com a reemplaçament d'eMMCs i targetes SD. La interfície elèctrica per a UFS utilitza el M-PHY, desenvolupat per MIPI Alliance, una interfície sèrie d'alta velocitat orientada a 2.9 Gbit/s per carril amb escalabilitat a 5,8 Gbit/s per carril. UFS implementa una interfície LVDS sèrie full-duplex que s'escala millor a amplades de banda més grans que la interfície paral·lela de 8 carrils i semidúplex dels eMMCs. A diferència de l'eMMC, Universal Flash Storage es basa en el model arquitectònic SCSI i admet la cua d'ordres etiquetades SCSI. L'estàndard està desenvolupat i està disponible per l'Associació de Tecnologia d'Estat Sólid de JEDEC.
El nucli de Linux admet UFS.

## Història
El 2010, es va fundar l'Associació Universal d'emmagatzematge Flash (UFSA) com a associació comercial oberta per promoure l'estàndard UFS.
El setembre de 2013, JEDEC va publicar JESD220B UFS 2.0 (actualització a l'estàndard UFS v1.1 publicada el juny de 2012). JESD220B Universal Flash Storage v2.0 ofereix un ample de banda d'enllaç més gran per millorar el rendiment, una extensió de funcions de seguretat i funcions addicionals d'estalvi d'energia respecte a UFS v1.1.
El 30 de gener de 2018, JEDEC va publicar la versió 3.0 de l'estàndard UFS, amb una velocitat de dades més alta d'11,6 Gbit/s per carril (1450 MB/s) amb l'ús de MIPI M-PHY v4.1 i UniProSM v1.8. Al MWC 2018, Samsung va presentar solucions incrustades UFS (eUFS ) v3.0 i uMCP (paquet multixip basat en UFS).
El 30 de gener de 2020, JEDEC va publicar la versió 3.1 de l'estàndard UFS. UFS 3.1 introdueix Write Booster, Deep Sleep, Performance Throttling Notification i Host Performance Booster per a solucions UFS més ràpides, eficients i econòmiques. La funció de reforç del rendiment de l'amfitrió és opcional.
El 2022, Samsung va anunciar que la versió 4.0 es duplicava d'11,6 Gbit/s a 23,2 Gbit/s amb l'ús de MIPI M-PHY v5.0 i UniPro v2.0.